# La Salina
La Salina es un municipio colombiano ubicado en el norte del departamento de Casanare. Forma parte del piedemonte llanero.

## Historia
Fue fundado en 1527 por los indígenas Laches, antiguos moradores de esta región, fue erigido como municipio en 1780, y en 1812 fue elevado a la categoría de parroquia. 
La Salina se ha constituido desde la época precolombina una de las concentraciones humanas más importantes del oriente del país. Los españoles la utilizaron y explotaron por ser una región de variada riqueza natural, entre lo que se destaca principalmente el descubrimiento y hallazgo de fuentes minerales salíferas. Esta situación le ha permitido establecer una constante económica, social y cultural en casi todo su período de vida y desarrollando en el transcurso del tiempo diferentes características y manifestaciones tecnológicas y de ritmos de producción. Ha sido una región afectada por numerosos altibajos demográficos y de permanente despoblamiento, lo que ha sido quizá el factor de mayor dificultad para que la población incremente el número de habitantes urbanos y se desarrolle socioeconómicamente.

## Geografía
El municipio se encuentra ubicado en las coordenadas 6°7′50″ N y a -72°20′21″ O, al extremo norte del Departamento de Casanare, sobre la Cordillera Oriental a orillas del río Casanare, en su parte alta cerca al nacimiento.
Está integrado al resto del departamento y del país por medio de la Troncal que une el municipio de Socha (Boyacá) con Tame (Arauca), vía también llamada “Ruta de los Libertadores”.
La Salina posee en la actualidad una ubicación estratégica ya que sirve de límite al departamento de Casanare con Arauca y Boyacá. Limita al norte con el Departamento de Boyacá (Municipio de El Cocuy), al Oriente con el Departamento de Arauca, al Occidente con el Departamento de Boyacá (Municipio de Chita) y al sur con el Municipio de Sácama.
Cuenta con variedad climática, debido a que su territorio se encuentra localizado en una franja altitudinal entre los 1100 y los 4200 m s. n. m., cubriendo un área de 20.398 ha, siendo el segundo municipio más pequeño del departamento superando a Recetor, que posee 17.300 ha. La superficie total del municipio está ubicada sobre la franja de vertiente y la extensión municipal es 70 veces más pequeña que Paz de Ariporo, el municipio más grande del Departamento.

## Organización territorial
El sector rural de La Salina está integrado por ocho veredas:
- El Centro
- Rodrigoque
- El Arenal
- Los Papayos
- Los Curos
- Chinivaque
- Colorados
- Rionegro

## Economía
La economía de La Salina gira en torno a la extracción de sal y los cultivos de pancoger. Por ser un sector altamente rural y aprovechando la cantidad de afluentes que bañan las laderas del municipio, el cultivo de trucha se ha venido convirtiendo en una actividad económica importante.  El aporte gubernamental ha sido vital para el desarrollo de este aspecto de la economía, aunque ha tenido en años anteriores un abandono casi total del gobierno central.
Otra fuente de la economía de este Municipio, además de la explotación de las fuentes saliníferas y la explotación de la trucha arco-iris a pequeña escala, es el cultivo del café y la caña de azúcar, productos que son 100% orgánicos, por los cuales se han legalizado dos agremiaciones sociales COOPCAFE y ASOCAÑA.
Otra parte importante de la economía del Municipio que para el año 2011 se constituyó es la apicultura, produciendo miel de abejas y jalea real 100% natural y orgánica, además de la explotación ganadera estabulizada.

## Política
En 2019 se destacó al estar entre los 10 municipios con menor abstencionismo electoral, quedando en el sexto lugar para la elección de gobernador departamental y en el noveno lugar para la elección de diputados departamentales con una participación del 88,95% de los potenciales sufragantes en los comicios.

## Colegios
- Institución Educativa Jorge Eliecer Gaitán.